# École de sciences politiques de Munich
Pour les articles homonymes, voir HFP.
 (avril 2024).
 (octobre 2019).
L'École de sciences politiques de Munich (Hochschule für Politik München - HfP en allemand) ou École bavaroise de politique publique (Bavarian School of Public Policy en anglais) est une institution indépendante au sein de l'université technique de Munich (Technische Universität München - TUM).  

## Histoire
L'École de sciences politiques de Munich a été fondée pendant la période de bouleversements qui a suivi la fin de la Seconde Guerre mondiale. À l'incitation du gouvernement militaire américain et avec la participation de Hans Nawiasky, professeur de droit constitutionnel, il fut décidé à l'automne 1948 de créer une institution ayant pour objectif principal d'enseigner les principes de la démocratie. La discipline de la science politique, déjà bien établie aux États-Unis, servirait de modèle à l'école. La Hochschule für Politische Wissenschaften (École des sciences politiques) a été fondée le 14 juillet 1950, mais en tant que société de droit privé. 
Le 27 octobre 1970, le Parlement bavarois adoptait la loi régissant l’École de sciences politiques de Munich, qui conférait à l'école le statut d’une « institution institutionnellement autonome au sein de l’Université de Munich ». La HfP est alors devenu le seul établissement d'enseignement supérieur de la République fédérale d'Allemagne dont la base légale soit une loi propre à cet établissement. En outre, cette loi était également la première loi sur l'enseignement supérieur en République fédérale d'Allemagne. 
Dans une loi du 16 février 1981, l’École de sciences politiques de Munich a été dotée du statut juridique d’organisme public. Le principal avantage pour les étudiants était la possibilité de suivre un cursus universitaire complet, sanctionné par l'obtention d'un diplôme reconnu, et éventuellement de poursuivre leurs études pour obtenir un doctorat. 
Le Parlement bavarois a été à l'origine du processus de réforme débuté en octobre 2013. En juillet 2014, il a décidé de faire de l'université technique de Munich la nouvelle université d'accueil de la HfP. Cette décision historique ouvre de nouvelles possibilités de développement des sciences politiques en intégrant les connaissances tirées de l'excellent travail de l'université dans les sciences sociales, les sciences naturelles et l'ingénierie. 
La loi régissant l'École de sciences politiques de Munich a été promulguée début décembre 2014 et les Statuts en janvier 2015. Le 18 décembre 2014, la procédure de nomination des nouveaux professeurs de la HfP a commencé. Sept d'entre eux ont été nommés parmi 350 candidats venant d'Allemagne aussi bien que de l'étranger. Ils ont pris leurs fonctions entre le 1er mars et le 1er juillet 2016  En juillet 2016, l'École bavaroise de politique publique a déménagé dans ses nouveaux locaux du Briennerforum à Königsplatz. 

## Études
Réunir la politique et la technologie 
La licence de sciences politiques a débuté au premier semestre de l'année 2016-2017. Au cours du premier semestre de l'année 2017-2018, l'École de sciences politiques de Munich a mis en place le nouveau programme de master en politique et technologie. Les deux programmes d'études reposent sur un concept unique au monde : l'idée de fournir « un enseignement des sciences politiques à grande échelle, avec une focalisation possible dans les domaines situés à l'interface entre la politique et la technologie. » 
- Programme d'étude interdisciplinaire
- Fondements approfondis en sciences politiques avec la possibilité de se spécialiser dans des domaines prioritaires à l'interface entre politique et technologie
- Accent mis sur la pratique, avec une obligation de stage supervisé de trois mois
- Divers modules optionnels, permettant aux étudiants de développer un profil académique personnel et facilitant les opportunités d'études à l'étranger

## Les professeurs
Nomination de professeurs à l'École de sciences politiques de Munich  : 
- Chaire des relations internationales : Tim Büthe
- Chaire de gouvernance européenne et mondiale : Eugénia da Conceição-Heldt
- Enseignement de science des données politiques : Simon Hegelich
- Enseignement de philosophie et théorie politiques : Lisa Herzog
- Enseignement en sciences sociales computationnelles et Big Data : Jürgen Pfeffer
- Chaire de politique environnementale et climatique : Miranda Schreurs
- Enseignement d'analyse politique : Stefan Wurster

## Anciens élèves notables
- Hans Henning Atrott (* 1944), auteur et théoricien allemand
- Dorothee Bär (* 1978), femme politique (CSU)
- Markus Blume (* 1975), homme politique (CSU)
- Géza Andreas von Geyr (* 1962), vice-président du Service fédéral de renseignement
- Karl-Theodor zu Guttenberg (* 1971), ancien ministre allemand de la Défense (2009-2011)
- Klaus Höchstetter (* 1964), expert en économie
- Katharina Holzinger, présidente de l'université de Constance
- Franz Kohout (* 1953), professeur de sciences politiques
- Harry Luck (* 1972), journaliste
- Franz Maget (* 1953), président du groupe parlementaire SPD au Landtag de Bavière
- Otto-Peter Obermeier (* 1941), éditeur du journal Le Cavalier bleu - journal de philosophie
- Michael Piazolo (* 1959), politologue
- Gerhard Polt (* 1942), acteur et artiste de cabaret
- Ralph Rotte (* 1968), professeur à la RWTH Aachen
- Sascha Spoun (* 1969), président de l'université de Lunebourg
- Christiane Stenger (* 1987), auteure et présentatrice
- Edmund Stoiber (* 1941), ancien ministre-président de Bavière (1993-2007)
- Eleni Torossi (* 1947), auteur